# Kurhaus (Zandvoort)
Het Kurhaus was een kursaal en hotel in de Noord-Hollandse badplaats Zandvoort. Op 25 februari 1881 werd begonnen met de bouw bestaande uit een centraal gebouw met vier spitse torens en 2 galerijen. Nog dat jaar werd het gebouw geopend gelijktijdig met de opening van de Spoorlijn Haarlem - Zandvoort en de Passage die het toen geopende eerste laaggelegen station Zandvoort bad met het Kurhaus en het strand verbond. De architect J.C. van Wijk maakte het ontwerp voor het gebouw en de Passage.
Het gebouw begon met de naam "Kurzaal" maar in 1900 werd de naam veranderd in "Kurhaus".  Het gebouw kende twee galerijen die tezamen een halvemaan vormden met een half rond terras met uitzicht op zee dat plaats bood aan 4000 bezoekers. De galerijen boden plaats aan 46 kamers en de eindpaviljoens boden ruimte aan de directie en het personeel. De "Kurzaal" in het midden was bestemd voor vergaderingen, optredens en vermaak en was 400 vierkante meter groot en volledig met hout bekleed.
Het laaggelegen station was met een grote en brede trap versierd met gebeeldhouwde leeuwen verbonden met de Passage, waar zich winkels en horecagelegenheden bevonden en plaats bood aan voorstellingen en tentoonstellingen, terwijl in de winter de Passage gebruikt werd voor de opslag van badkoetsen. De Passage was op zijn beurt ook weer met een grote en brede trap verbonden met het Kurhaus en eveneens versierd met gebeeldhouwde leeuwen.
Vanaf 1884 tot 1907 was de Passage ook het beginpunt van de tramlijn Zandvoort, in 1884 de eerste elektrische tram met voeding buiten het voertuig van Nederland, maar in 1886-1889 en 1894-1907 als paardentram naar het Badhuis.
In 1907 werd het station verplaatst naar de huidige plaats hemelsbreed 300 meter zuidelijker en een kleine 100 meter ten westen van Station Zandvoort Dorp. Doordat de Passage niet meer in de doorgaande looproute lag verloor het hierdoor veel van haar betekenis en liepen de bezoekersaantallen steeds verder terug tot in de nacht van 3 op 4 maart 1925 de Passage door brand volledig werd verwoest. Het Kurhaus en de Passage stonden ongeveer 300 meter ten noorden van de huidige Passage en het pand van het voormalige hotel Bouwes, die van veel later datum zijn, aan de Boulevard.
In 1913 kreeg het Kurhaus een nieuwe eigenaar. Het werd gerenoveerd waarbij een groot gedeelte werd vervangen door nieuwbouw met een traditioneel ontwerp met rondom trappen. Het hotel verdween en het nieuwe Kurhaus was vooral bestemd voor vermaak. In 1943 werd het gebouw door oorlogshandelingen zwaar beschadigd en in 1946 werd het restant afgebroken.

## Fotogalerij

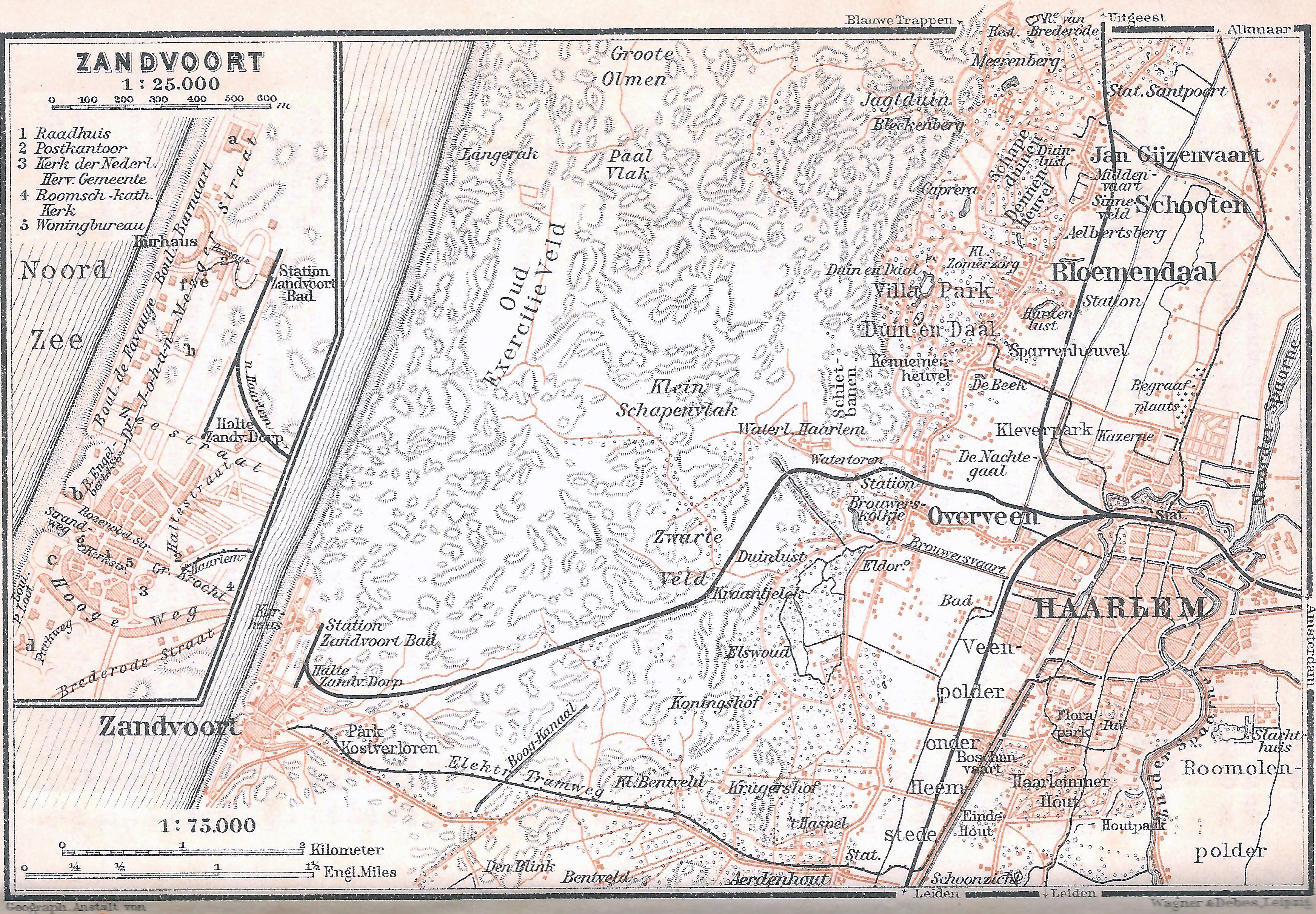
Situatie in 1905
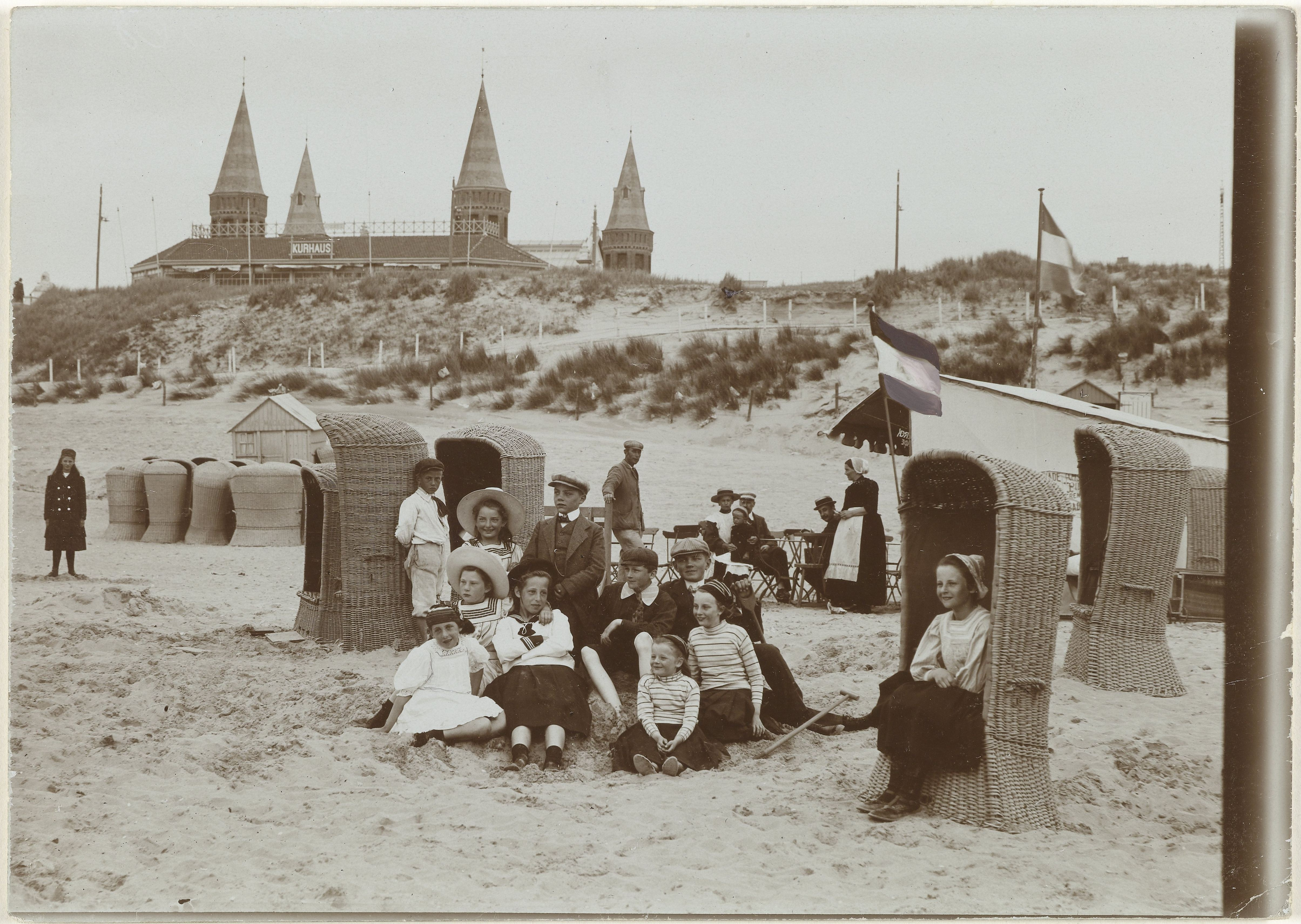
Strand met op achtergrond het Kurhaus 1900-1905
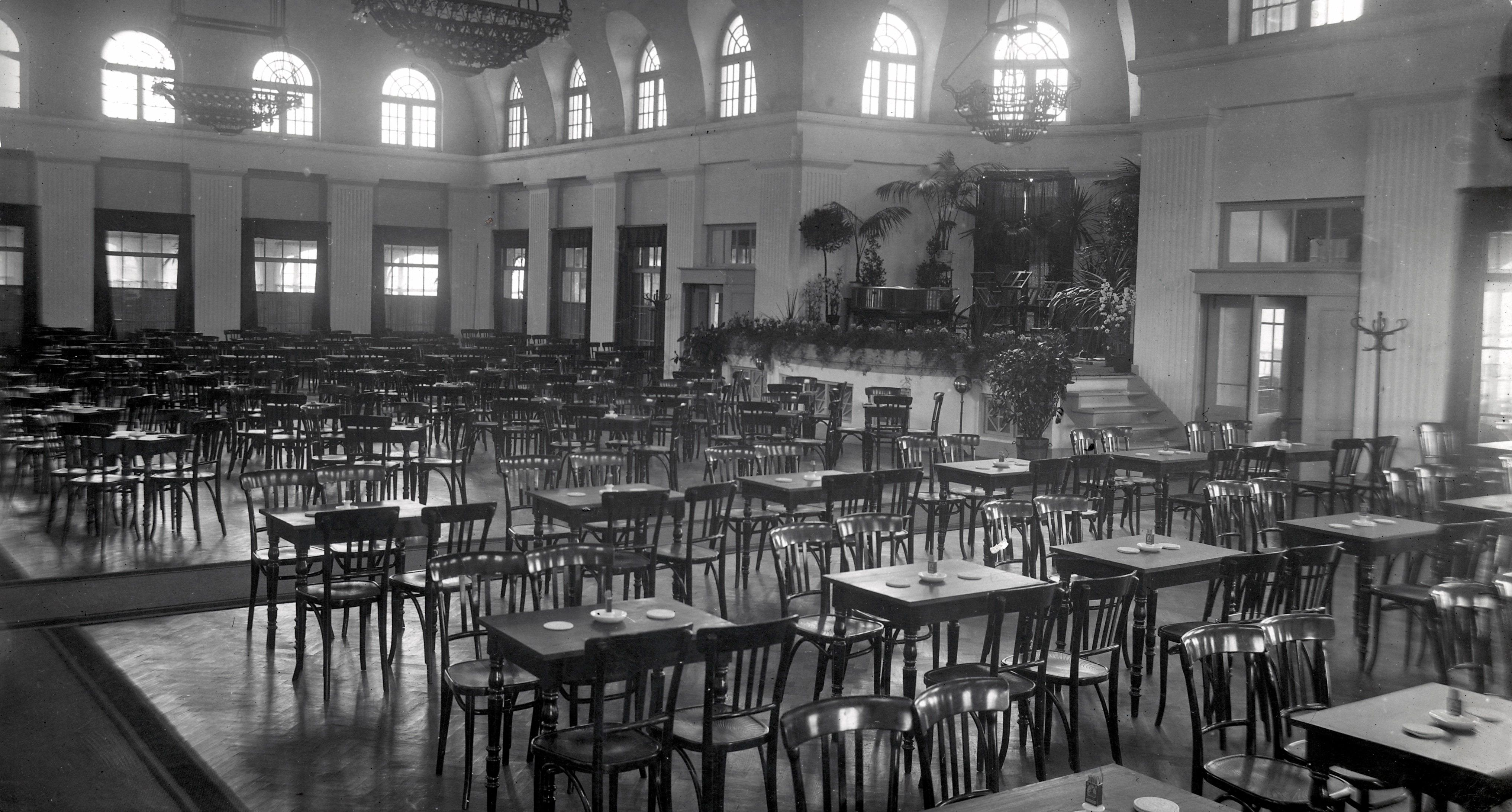
Café en restaurant 1916
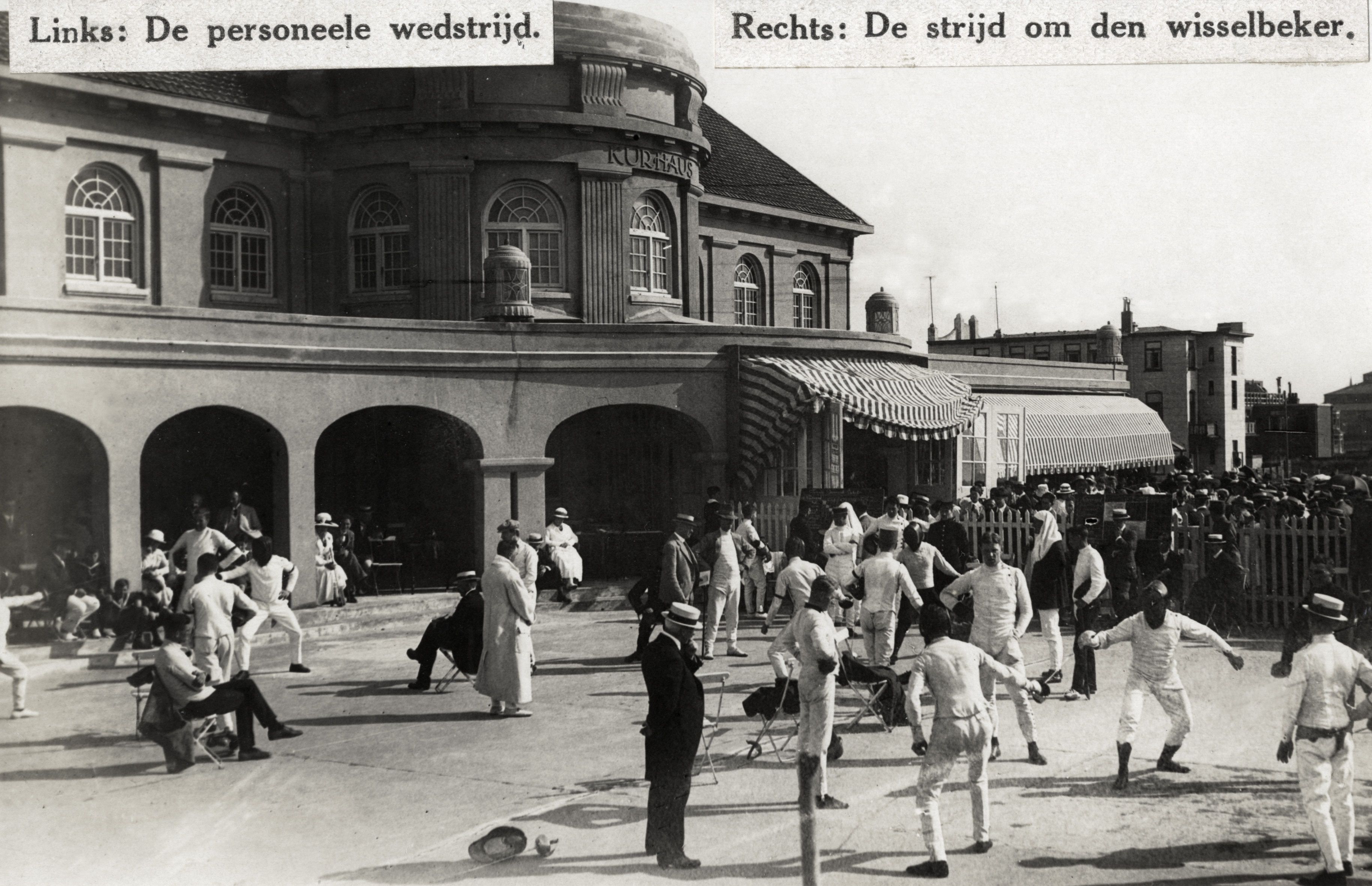
Schermwedstrijden om de Sumatra-beker 1918